# Jezabel (film)
A Jezabel (Jezebel) 1938-ban bemutatott fekete–fehér amerikai filmdráma William Wyler rendezésében. Magyarországon 1939. március 20-án mutatták be. A film címe utalás egy bibliai személyre, Izebelre, a pogány Baal istenre való hivatkozással.

## Cselekménye
A cselekmény a 19. század közepén játszódik. Miss Julie Marsden (Bette Davis), a gazdag és elkényeztetett árva lány az amerikai Délen, New Orleansban él szegény nagynénjével, Belle Massey-vel. Julie-nek két kérője van. Az egyik Preston Dillard (Henry Fonda), a fiatal bankár, aki nagy vállalatot örökölt. A másik Buck Cantrell, rettegett párbajhős. Julie Prestont szereti. A szerelmesek már többször eljegyezték egymást, de mindig összevesztek és felbontották az eljegyzést. Az év egyik legfontosabb városi eseménye, az Olympus-bál előtt azonban kibékülnek és mindketten boldogan készülnek az ünnepségre. Julie fehér csipkeruhát rendel és szeretné, ha Preston is eljönne vele a szabóhoz, de a bankárnak igazgatósági ülésre kell mennie. A sértett Julie bosszúból fehér helyett piros estélyit csináltat magának. A vörös ruha nagy megütközést kelt, a vendégek nem állnak szóba a párral és a táncnál félreállnak, így Preston és Julie szégyenszemre egymagukban táncolnak a parketten. Julie már bánja, hogy botrányt okozott, de Preston nem bocsát meg, felbontja az eljegyzést.
Elutazik New Yorkba, ahol egy északi lányt vesz el feleségül, a szelíd szőke Amyt. Julie hiába várja vissza Prestont, még hírt sem kap  felőle. Egy évvel később Preston visszatér, mert sárgaláz fenyegeti New Orleanst. Preston az orvossal együtt próbálja meggyőzni a városi hatóságokat, hogy tegyenek intézkedéseket a járvány ellen. Julie nem tudja, hogy szerelmese megnősült, és fehér csipkeruhájában boldogan készül a találkozásra. Preston megérkezik és bemutatja neki Amyt, a feleségét. Julie megdöbben, de nem adja fel a küzdelmet. Közben azonban a sárgaláz végigsöpör a városon és Prestont is elkapja. A betegeket a Bélpoklosok szigetén karanténba zárják és a bankárral sem tesznek kivételt. Amy készül, hogy életét kockáztatva kövesse férjét a szigetre, de a megtört Julie könyörögve kéri, hogy engedje át neki a lehetőséget. Lemond szerelméről, csak alkalmat kér, hogy bebizonyíthassa önzetlenségét. Amy érzi, hogy Julie igazat mond, és teljesíti kérését.

## Szereplők
- Bette Davis – Julie Marsden
- Henry Fonda – Preston Dillard
- George Brent – Buck Cantrell
- Donald Crisp – Dr. Livingstone
- Fay Bainter – Belle Massey nagynéni
- Margaret Lindsay – Amy Bradford Dillard
- Richard Cromwell – Ted Dillard
- Henry O'Neill – Theopholus Bogardus tábornok
- Spring Byington – Mrs. Kendrick
- John Litel – Jean La Cour
- Gordon Oliver – Dick Allen
- Janet Shaw – Molly Allen
- Theresa Harris – Zette
- Margaret Early – Stephanie Kendrick
- Irving Pichel – Huger
- Eddie Anderson – Gros Bat

## Díjak
- Oscar-díj (1938)
  - díj: legjobb női főszereplő – Bette Davis
  - díj: legjobb női mellékszereplő – Fay Bainter